# 西哈勒爾蓋地區
西哈勒爾蓋地區（Mirab Hararghe）是埃塞俄比亞奧羅米亞州的12個地區之一，面積17,552.23平方公里，南面是謝貝利河，西南方接壤阿爾西地區，西北面是阿法爾州，北臨索馬里州。根據埃塞俄比亞中央統計局2005年的資料，西哈勒爾蓋人口約1,787,086，其中男性915,138人，女性871,948人，9.6%居民住在市區，人口密度為每平方公里101.82人。